# Калоферче
Калоферчето, наричано още балсамна хризантема (Tanacetum balsamita), е тревисто многогодишно растение от семейство сложноцветни (Asteraceae). 
Цветовете му са жълти на цвят и цъфтят през лятото. На височина достига до 120 cm. Листата му са богати на етерично масло, витамин С, каротин и минерални соли. Отглежда се в Европа, Азия и Америка. Познато е и на народите в Русия, които го наричат канупер, кануфер, колуфер, калуфер, а също и сарацинска мента и балзамична рябинка. В диво състояние расте по скалите и се среща рядко (T. balsamita), но се отглежда и в култивирано състояние в градини (T. b. majus). Вирее при всякакви почви, но е добре младите растения да се засаждат в почви, богати на хумус. Обича пълно слънце, за да цъфти, но расте и на частична сянка. Размножава се чрез семена, млади стъблени резници и разделяне на храстчето. Размножаването чрез семена е трудно, те се нуждаят от стратификация. Може да се използва като билков чай при колит, глисти, невроза, ревматизъм, както и при камъни в бъбреците и жлъчката. Има леко горчив вкус и силен аромат, който не се загубва при сушене. Листата могат да се събират по всяко време на годината, като се отрязват с остри домакински или градински ножици. Но етеричните масла са в най-голяма концентрация непосредствено преди цъфтежа. Обича компанията на растения като вербена (върбинка), всички видове маргарити, ехиум (усойниче), хелениум, бяла вероника (Veronica longifolia alba или Veronica spicata alba). Напада се от белокрилки и други вредители.
Като подправка се употребява предимно към супи или ястия с агнешко месо, но пестеливо, заради подчертано горчивия си вкус. Може да се добави в стрито състояние и към луканки и суджуци. В прекомерни дози може да е токсично.